# 洛基 (漫威電影宇宙)
洛基·勞菲森（英語：Loki Laufeyson），被奧丁收養後稱為洛基·奧丁森（英語：Loki Odinson），外號詭計之神（英語：God of Mischief），是漫威電影宇宙（MCU）系列電影中的虛構角色，改編自史丹·李、拉里·李伯和傑克·科比以北歐神話中的同名神祇為藍本創作的同名角色，由英國演員湯姆·希德斯頓飾演。
洛基首次登場於《雷神索爾》（2011年），此後成為了漫威電影宇宙的重要角色。截至2022年，該角色已出現於七部電影中。洛基於《復仇者聯盟3：無限之戰》（2018年）中被薩諾斯殺死後，《復仇者聯盟：終局之戰》（2019年）中的洛基變體開啟了新時間線，並成為了電視劇《洛基》（2021年）的主角。
與漫畫一樣，洛基在漫威電影宇宙通常是個反派角色，試圖以各種方式征服阿斯嘉或地球，並與更強大的反派結盟以實現自己的目標。他對他的養兄索爾抱有敵意，經常表面上與其合作，但到最後又會背叛對方。洛基在往後的電影劇情中逐漸發展成為反英雄角色。

## 其他版本的洛基

### 2012年變體
洛基的變體之一，被稱為變體L1130（Variant L1130）。在復仇者聯盟前往2012年進行「時間搶劫」（Time Heist）的期間偷走裝有空間寶石的宇宙魔方逃跑，因而產生了一個新的分支時間線。洛基被魔方傳送到蒙古國並被時間變異管理局抓捕。
時間變異管理局法官拉芙娜·洛斯蕾爾把他標記為需要「重設」的變體。然而，探員梅比斯·M·梅比斯介入並將洛基帶到「時間劇場」，回顧洛基一生中犯下的罪行並質問他傷害他人的真正動機。在意識到無限寶石無法幫助他以及在「神聖時間軸」上看到他的未來，包括他自己死於薩諾斯手上後，他同意協助梅比斯阻止他自己的變體。

### 希薇
希薇（Sylvie；由蘇菲雅·迪馬蒂諾飾演）是洛基的女性版本變體，年幼時被時變局擄走後，她的一生都在躲避他們並致力於破壞「神聖時間軸」。希薇後來愛上了2012的洛基變體。

### 其他變體
- 自誇洛基（Boastful Loki；由道比·歐帕瑞飾演）手持著一把大鎚子，喜歡自誇，自稱在自己的時間線上殺害了美國隊長和鋼鐵人，並集齊了六顆無限寶石。後來背叛了經典洛基、少年洛基和鱷魚洛基與總統洛基聯合統治「虛空」。

- 鱷魚洛基（Alligator Loki）是洛基的爬蟲類版本變體，與其他洛基的變體一起生活在「虛空」之中。

- 少年洛基（Kid Loki；由傑克·維爾飾演）因為把索爾變成一隻青蛙而造成了分歧點事件，被時變局逮捕以及刪除，送往「虛空」。

- 經典洛基（Classic Loki；由理查·E·格蘭特飾演）詐死以逃脫薩諾斯的追殺倖存，造成分歧點事件，被時變局逮捕並刪除，送往「虛空」。經典洛基能夠使出比洛基更為強大的幻術。服裝設計來自傑克·柯比於1960年代創作的漫畫經典造型。

- 總統洛基（President Loki；由湯姆·希德斯頓飾演）試圖與一支由洛基的變體組成的軍隊統治「虛空」。

## 獎項
| 年份 | 電影                    | 獎項             | 類別                       | 結果 | 來源   |
| ---- | ----------------------- | ---------------- | -------------------------- | ---- | ------ |
| 2011 | 《雷神索爾》            | 尖叫獎           | 最具突破表演男演員         | 提名 | [ 4 ]  |
| 2012 | 《雷神索爾》            | 帝國獎           | 最佳男新人                 | 獲獎 | [ 5 ]  |
| 2012 | 《雷神索爾》            | 土星獎           | 最佳電影男配角             | 提名 | [ 6 ]  |
| 2012 | 《復仇者聯盟》          | 青少年票選獎     | 電影票選獎：反派           | 提名 | [ 7 ]  |
| 2013 | 《復仇者聯盟》          | 兒童票選獎       | 最受歡迎反派               | 提名 | [ 8 ]  |
| 2013 | 《復仇者聯盟》          | MTV電影大獎      | 最佳反派                   | 獲獎 | [ 9 ]  |
| 2014 | 《雷神索爾2：黑暗世界》 | 帝國獎           | 最佳男配角                 | 提名 | [ 10 ] |
| 2014 | 《雷神索爾2：黑暗世界》 | 土星獎           | 最佳男配角                 | 提名 | [ 11 ] |
| 2018 | 《雷神索爾3：諸神黃昏》 | 青少年票選獎     | 搶鏡演員                   | 提名 | [ 12 ] |
| 2021 | 《洛基》                | 全美民選獎       | 年度電視男演員             | 獲獎 | [ 13 ] |
| 2022 | 《洛基》                | 評論家選擇超級獎 | 最佳超級英雄影集男主角     | 獲獎 | [ 14 ] |
| 2022 | 《洛基》                | 兒童票選獎       | 最受歡迎電視男明星－家庭劇 | 獲獎 | [ 15 ] |
| 2022 | 《洛基》                | MTV影視大獎      | 最佳團隊                   | 獲獎 | [ 16 ] |
| 2022 | 《洛基》                | 土星獎           | 最佳網路影集男主角         | 提名 | [ 17 ] |

## 備註
1. ↑  （與蘇菲雅·迪馬蒂諾、歐文·威爾森共同獲得）

## 外部連結
- 洛基 （页面存档备份，存于） 漫威電影宇宙維基百科
- 洛基 （页面存档备份，存于） Marvel.com